# بيتر كولنسون
بيتر كولنسون (1694-1768) (بالإنجليزية: Peter Collinson)‏ هو عالم نبات بريطاني.